# Juan José Haedo
Juan José Haedo (Chascomús, 26 de janeiro de 1981) é um ex-ciclista olímpico argentino. Haedo representou sua nação na prova de corrida individual em estrada nos Jogos Olímpicos de Verão de 2008, em Pequim.
Filho de Juan Carlos Haedo e irmão de Lucas Sebastián Haedo.